# Hrtkovci
Hrtkovci (v srbské cyrilici Хртковци, maďarsky Herkóca) jsou obec na severu Srbska v autonomní oblasti Vojvodina. Administrativně spadají pod město Ruma, nacházejí se v rovinaté krajině poblíž řeky Sávy. Obyvatelstvo vesnice je převážně srbské národnosti. V roce 2011 zde žilo 3036 obyvatel.
Obec se rozkládá v blízkosti známé archeologické lokality.
V obci se nachází římskokatolický kostel svatého Klimenta, dva pravoslavné kostely (první z nich je poprvé připomínán roku 1622 v osmanských zápisech) a dominanta místního náměstí, hasičský dům (srbsky Ватрогасни дом), který byl postaven ve funkcionalistickém stylu.
Jako obec se značným podílem německého obyvatelstva byla předmětem vysídlení po druhé světové válce. Namísto původních Němců se do obce dosídlili Chorvati z horských oblastí Dalmácie. Během Chorvatské války za nezávislost značná část z nich odešla dále na západ do Chorvatska a na jejich místo přišli uprchlíci srbské národnosti z oblasti bývalé Republiky Srbská krajina.